# Fredrik Ulvestad
Fredrik Stensøe Ulvetad (Ålesund, 17 juni 1992), is een Noors voetballer die bij voorkeur als centrale middenvelder speelt. Op 27 augustus 2014 debuteerde hij in het Noors voetbalelftal.

## Clubcarrière

### Aalesunds FK
Ulvetad maakte 31 oktober 2010 zijn competitiedebuut in het eerste van Aalesunds FK, in een thuiswedstrijd tegen SK Brann (3–1). Hij viel in de 90ste minuut in voor Trond Fredriksen. Bijna een half jaar later wist Ulvetad zijn eerste doelpunt te maken voor Aalesunds FK. Dit deed hij op 25 april 2011 in een thuiswedstrijd tegen Sogndal IL. Na het laatste fluitsignaal bleek zijn doelpunt het enige van de wedstrijd te zijn.

### Burnley FC
Op 10 maart 2015 tekende Ulvetad een contract tot 30 juni 2018 bij Burnley FC. Op 16 mei 2015 maakte hij zijn debuut voor Burnley nadat hij twee minuten voor tijd mocht invallen voor David Jones. Hij deed dit in de thuiswedstrijd tegen Stoke City die eindigde met de brilstand (0–0) op het scorebord. Na twee seizoenen met weinig speeltijd werd hij aan het begin van het seizoen 2016/17 verhuurd aan Charlton Athletic.

## Interlandcarrière
Ulvetad debuteerde op 27 augustus 2014 in de nationale ploeg van Noorwegen, in een oefeninterland tegen de Verenigde Arabische Emiraten (0–0), net als Martin Ødegaard (Strømsgodset IF), Thomas Grøgaard (Odd Grenland), Fredrik Gulbrandsen (Molde FK) en Fredrik Brustad (Stabæk IF).
| Interlands van Fredrik Ulvestad voor Noorwegen | Interlands van Fredrik Ulvestad voor Noorwegen | Interlands van Fredrik Ulvestad voor Noorwegen | Interlands van Fredrik Ulvestad voor Noorwegen | Interlands van Fredrik Ulvestad voor Noorwegen | Interlands van Fredrik Ulvestad voor Noorwegen |
| №                                              | Datum                                          | Wedstrijd                                      | Uitslag                                        | Soort wedstrijd                                | Doelpunten                                     |
| Als speler bij Aalesunds FK                    | Als speler bij Aalesunds FK                    | Als speler bij Aalesunds FK                    | Als speler bij Aalesunds FK                    | Als speler bij Aalesunds FK                    | Als speler bij Aalesunds FK                    |
| ---------------------------------------------- | ---------------------------------------------- | ---------------------------------------------- | ---------------------------------------------- | ---------------------------------------------- | ---------------------------------------------- |
| 1.                                             | 27 augustus 2014                               | Noorwegen – Verenigde Arabische Emiraten       | 0 – 0                                          | Vriendschappelijk                              | 0                                              |

Bijgewerkt t/m 27 augustus 2014

## Carrièrestatistieken
| Seizoen         | Club               |                    | Competitie      | Competitie | Competitie | Beker | Beker | League Cup | League Cup | Internationaal | Internationaal | Overig | Overig | Totaal | Totaal |
| Seizoen         | Club               | Wed.               | Competitie      | Dlp.       | Wed.       | Dlp.  | Wed.  | Dlp.       | Wed.       | Dlp.           | Wed.           | Dlp.   | Wed.   | Dlp.   |        |
| --------------- | ------------------ | ------------------ | --------------- | ---------- | ---------- | ----- | ----- | ---------- | ---------- | -------------- | -------------- | ------ | ------ | ------ | ------ |
| 2010            | Aalesunds FK       | Vlag van Noorwegen | Tippeligaen     | 1          | 0          | 0     | 0     | —          | —          | 0              | 0              | —      | —      | 1      | 0      |
| 2011            | Aalesunds FK       | Vlag van Noorwegen | Tippeligaen     | 24         | 2          | 4     | 1     | —          | —          | 6              | 2              | —      | —      | 34     | 5      |
| 2012            | Aalesunds FK       | Vlag van Noorwegen | Tippeligaen     | 25         | 2          | 4     | 1     | —          | —          | 3              | 0              | —      | —      | 32     | 3      |
| 2013            | Aalesunds FK       | Vlag van Noorwegen | Tippeligaen     | 27         | 7          | 3     | 1     | —          | —          | —              | —              | —      | —      | 30     | 8      |
| 2014            | Aalesunds FK       | Vlag van Noorwegen | Tippeligaen     | 29         | 3          | 3     | 0     | —          | —          | —              | —              | —      | —      | 32     | 3      |
| Club totaal     | Club totaal        | Club totaal        | Club totaal     | 106        | 14         | 14    | 3     | 0          | 0          | 9              | 2              | 0      | 0      | 129    | 19     |
| 2014/15         | Burnley FC         | Vlag van Engeland  | Premier League  | 2          | 0          | 0     | 0     | 0          | 0          | —              | —              | —      | —      | 2      | 0      |
| 2015/16         | Burnley FC         | Vlag van Engeland  | Championship    | 5          | 0          | 2     | 0     | 0          | 0          | —              | —              | —      | —      | 7      | 0      |
| 2016/17         | Burnley FC         | Vlag van Engeland  | Premier League  | 0          | 0          | 0     | 0     | 1          | 0          | —              | —              | —      | —      | 1      | 0      |
| Club totaal     | Club totaal        | Club totaal        | Club totaal     | 7          | 0          | 2     | 0     | 1          | 0          | 0              | 0              | 0      | 0      | 10     | 0      |
| 2016/17         | →Charlton Athletic | Vlag van Engeland  | League One      | 6          | 0          | 0     | 0     | 0          | 0          | —              | —              | —      | —      | 6      | 0      |
| Club totaal     | Club totaal        | Club totaal        | Club totaal     | 6          | 0          | 0     | 0     | 0          | 0          | 0              | 0              | 0      | 0      | 6      | 0      |
| Carrière totaal | Carrière totaal    | Carrière totaal    | Carrière totaal | 119        | 14         | 16    | 3     | 1          | 0          | 9              | 2              | 0      | 0      | 145    | 19     |

Bijgewerkt t/m 1 oktober 2016

## Erelijst

### Met Aalesunds FK
| Competitie   | Aantal | Jaren |
| ------------ | ------ | ----- |
| Nationaal    |        |       |
| Noorse beker | 1x     | 2011  |